# West Goshen
West Goshen is een plaats (census-designated place) in de Amerikaanse staat Pennsylvania, en valt bestuurlijk gezien onder Chester County.

## Demografie
Bij de volkstelling in 2000 werd het aantal inwoners vastgesteld op 8472.

## Geografie
Volgens het United States Census Bureau beslaat de plaats een oppervlakte van
8,2 km², geheel bestaande uit land.

## Plaatsen in de nabije omgeving
De onderstaande figuur toont nabijgelegen plaatsen in een straal van 12 km rond West Goshen.